# SimHash
SimHash是一种局部敏感的散列算法，由Moses Charikar提出。例如，当两个字符串只有细微差别时，它们的Simhash散列值同样会非常接近，这种特征就称为局部敏感。因此，Simhash可用于检查两项内容的相似程度，如文档去重、检测垃圾邮件和近似重复内容、被Google爬虫用于查找近似重复页面等。在2021年，谷歌宣布决定在新发布的FLoC系统中使用该算法。